# Мартинеј (Тренто)
Мартинеј је насеље у Италији у округу Тренто, региону Трентино-Јужни Тирол.
Према процени из 2011. у насељу је живело 12 становника. Насеље се налази на надморској висини од 1226 м.